# Clubiona meraukensis
Clubiona meraukensis är en spindelart som beskrevs av Pater Chrysanthus 1967. Clubiona meraukensis ingår i släktet Clubiona och familjen säckspindlar. Inga underarter finns listade i Catalogue of Life.